# Shimon Agranat
Shimon Agranat (hébreu : שמעון אגרנט, né le 5 septembre 1906 et mort le 10 août 1992, est un juriste israélien, le troisième président de la cour suprême d'Israël, de 1965 à 1976.

## Biographie
Agranat est né au sein d’une famille juive sioniste à Louisville en 1906. Ses parents, Aaron Joseph Agranat et Polya Schnitzer, ont immigré de Russie aux États-Unis peu avant sa naissance. Il grandit à Chicago et fait sa scolarité dans des écoles juives. Il étudie le droit et la philosophie à l’université de Chicago, et sort diplômé en 1929. Il émigre en Palestine mandataire en 1930 et s'installe à Haifa.
Agranat parle hébreu avec un fort accent américain. Il épouse Carmel Friedlander, fille d’Israel Friedlander et nièce de Norman Bentwich. Le couple vit dans le quartier de Nayot à Jérusalem, et a cinq enfants.
Agranat meurt à Jérusalem le 10 août 1992.

## Carrière
En avril 1932, Agranat obtient sa certification de juriste en Palestine. Après avoir achevé un internat à Jérusalem, il travaille comme juriste dans le privé. En 1940, il est nommé juge au tribunal d’Haïfa. En 1948, il devient président de ce tribunal.
En décembre 1948, il est nommé à la cour suprême, à 42 ans, devenant un des plus jeunes juges de Cour suprême. Il est désigné pour présider la cour lors du procès en appel de l’affaire Kastner en 1956, appel jugé en 1957. Durant cette période, il est escorté par un garde du corps armé. De 1954 à 1966, il est également professeur de droit criminel à l’université hébraïque de Jérusalem. Il devient président de la Cour suprême en 1965, poste qu’il conserve jusqu’en 1976, année où il prend sa retraite à 70 ans.
En 1955, il est nommé président du comité central des élections, chargé de superviser les élections législatives de cette année.
En 1974, il dirige la commission Agranat, qui enquête sur la guerre du Kippour. Les découvertes de la commission conduisent à la démission de la Première ministre Golda Meir, du ministre de la Défense Moshe Dayan, et du chef d’état-major David Elazar.
Après sa retraite de ses fonctions de juge, il enseigne à l’université de Jérusalem et à université de Tel Aviv. Il est président de l’association for civil rights in Israël (1988-1992).

## Décisions importantes

### DécisionKol Ha'am
En 1953, deux journaux communistes avaient laissé entendre qu’ils pourraient pousser les militaires à la désobéissance, à la suite d’une rumeur d’une participation israélienne à une éventuelle guerre entre les États-Unis et l’URSS. Le ministre les suspendit pour 10 et 15 jours respectivement, pour atteinte à l’ordre public. Défendant la liberté d'expression, le juge Agranat estima qu’il ne suffisait pas qu’une atteinte à l’ordre public soit possible pour suspendre un journal dans une société démocratique, mais qu’il fallait qu’elle soit fortement probable, et non une simple possibilité. La Cour suprême a donc invalidé la décision ministérielle dans une de ses décisions les plus importantes.

### Décision lors de l’appel du procès Kastner
Sa décision de 194 pages, rendue en janvier 1958, disculpant Kastner et condamnant Gruenwald pour diffamation, est considérée comme en avance sur son temps. Sa connaissance de la jurisprudence américaine transparaît dans sa rédaction. Il prend soin de retracer le contexte des évènements, refusant la version couramment admise de la Shoah en Hongrie pour en établir une plus pondérée, considérée comme proche des standards historiques actuels. Il prend soin d’exprimer du respect pour toutes les parties prenantes (accusé, plaignant, avocats, juge de première instance). Enfin, pour décider dans cette difficile affaire, il avait le choix entre plusieurs procédures : la procédure civile (comme le demandait le défenseur Shmuel Tamir), la procédure criminelle (réclamée par les plaignants), le droit des affaires (comme Benjamin Halevy, juge en première instance). Mais devant la gravité des charges (collaboration avec Adolf Eichmann à l’extermination des Juifs de Hongrie), il considère qu’un acquittement de Gruenwald exige des preuves fortes et claires, qui n’ont pas été fournies lors du procès. De plus, il innove en s’inspirant de la loi sur le châtiment des nazis et de leurs collaborateurs (1950). Celle-ci permet des normes habituelles de preuve si cela est indispensable à la découverte de la vérité. Il exprime aussi sa conception du jugement : le juge doit se mettre dans les chaussures des participants ; évaluer les problèmes qu’ils ont dû affronter comme ils auraient eux-mêmes pu le faire ; prendre en compte les nécessités du moment et de l’endroit où ils devaient vivre leurs vies, et comprendre leurs vies comme eux-mêmes les comprenaient. Il refuse donc une jurisprudence mécanique pour pencher vers une jurisprudence sociologique pour réfuter les fictions légales utilisées par le juge Halevy, détaillant pourquoi il était impossible d’envisager les négociations entre Eichmann et Kastner comme se déroulant entre partenaires libres et égaux, que Kastner n’a jamais une connaissance certaine et entière de la suite des évènements et qu’également, il n’a pas eu d’intention criminelle (il insiste sur ce point pour éviter un nouveau procès Kastner sur la base de la loi sur le châtiment des collaborateurs des nazis demandé par l’opinion). Comme il n’y a pas de chemin droit et clair au printemps 1944 en Hongrie, il juge qu’il n’était pas déraisonnable pour Kastner de poursuivre les négociations, celle sur le train Kastner n’étant qu’une parmi d’autres.

## Récompenses et hommages

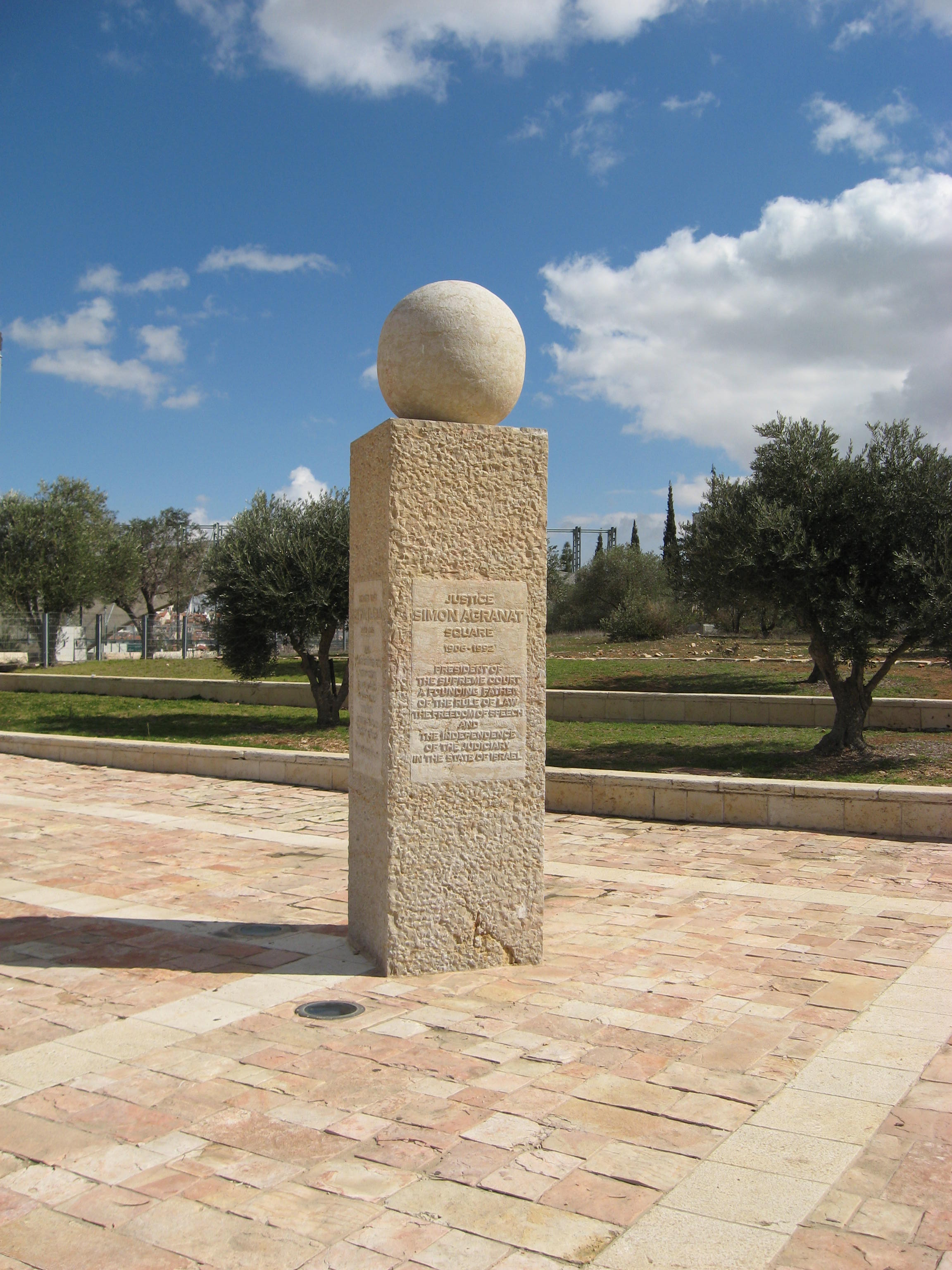
Place Agranat en 2011

En 1968, Agranat reçoit le prix Israël pour sa contribution à la jurisprudence israélienne.
Une place à l’entrée de la cour suprême d'Israël porte son nom.